# Institutet för hälso- och sjukvårdsekonomi
Institutet för hälso- och sjukvårdsekonomi (IHE AB)  är ett svenskt oberoende, hälsoekonomiskt forsknings– och utredningsinstitut.
IHE grundades 1979 som det första hälsoekonomiska forskningscentret i Sverige. Institutet ägdes av Apoteket under 1990-talet och fram till apoteksomregleringen 2009.
IHE:s huvudkontor ligger i Lund och ett mindre kontor finns i Stockholm. Institutet har både privata och offentliga uppdragsgivare och har en stark akademisk profil med band både till Lunds universitet och till Karolinska Institutet.